# Voetbal in Engeland

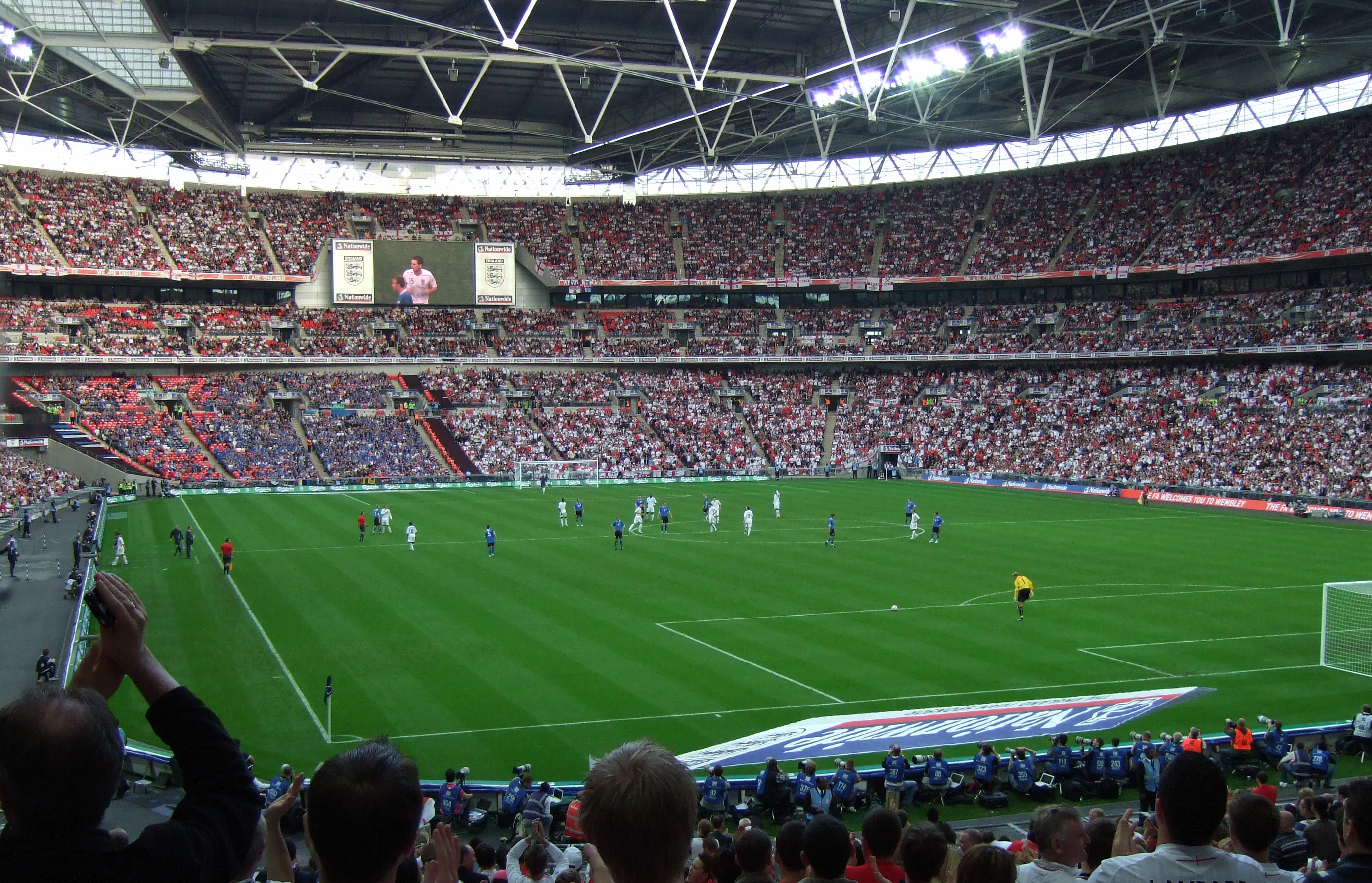
Het nationale elftal in het Wembley Stadium

Voetbal is een nationale sport in Engeland. De eerste moderne voetbalregels werden vastgelegd in 1863. Met meer dan 40.000 clubs heeft Engeland meer voetbalclubs dan welk land dan ook. In Engeland bevinden zich de oudste voetbalclub ter wereld (Sheffield FC), de oudste profclub ter wereld (Notts County FC) en de oudste voetbalbond (Football Association), de oudste bekercompetitie (FA Cup) en de oudste nationale competitie (Football League). De huidige hoogste klasse, de Premier League, is een van de meest populaire en rijkste competities ter wereld.
Het nationale elftal werd wereldkampioen in 1966. Zes clubs wonnen reeds de Champions League of de voorloper Europacup I.

## Geschiedenis
Reeds in de middeleeuwen werd er in Engeland gevoetbald. In de zestiende eeuw werden er al georganiseerde wedstrijden gespeeld op de Britse scholen. In 1848 werden op de universiteit van Cambridge de Cambridge rules opgesteld, een voetbalcode waar volgens gespeeld moest worden. Deze code was belangrijk voor volgende codes en de uiteindelijke voetbalcode die in 1863 werd vastgelegd. De regels werden vastgelegd in het Trinity College in Cambridge na een bijeenkomst van vertegenwoordigers van meerdere scholen. Deze regels werden echter niet universeel. In de jaren 1850 speelden velen volgens hun eigen regels, zo ontwikkelde Sheffield FC zijn eigen voetbalcode, wat leidde tot de formatie van de Sheffield and Hallamshire County Football Association in 1867. Op 26 oktober 1863 werd the Football Association (FA) dan opgericht in de Great Queen Street in Londen. De Sheffield FA bleef bestaan tot 1878 toen ze opgingen in de FA, enkele regels werden door de FA zelfs overgenomen. De wedstrijd tussen Sheffield FC en Hallam FC op 29 december 1862 was een van de eerste wedstrijden waarvan een verslag in de krant verscheen.
Engeland had vanzelfsprekend ook het eerste nationale elftal ter wereld en speelde de eerste interland ter wereld op 5 maart 1870 in The Oval in Londen tegen Schotland. De 4-2 overwinning van de Engelsen op de Schotten op 8 maart 1873 was de eerste - voor voetbalbegrippen - internationale zege ter wereld. De diverse onderdelen van het Verenigd Koninkrijk hebben altijd eigen nationale elftallen behouden. Het einde van de negentiende eeuw werd gedomineerd door de groeiende splitsing tussen professionele en amateurteams. Dit liep ongeveer samen met de noord-zuid verdeeldheid in Engeland. De clubs uit het noorden waren eerder geneigd om profclubs te worden terwijl de meeste clubs in het zuiden aanhangers bleven van het amateurisme. In 1885 legaliseerde de FA uiteindelijk het professionalisme. In 1888 werd de Football League opgericht en vond de eerste competitie plaats die gewonnen werd door Preston North End. Doordat hun ploeg dat jaar ook de FA Cup won was Preston tevens de eerste club ter wereld die de dubbel binnen haalde. De League boomde de volgende 25 jaar en breidde uit van één competitie van twaalf clubs in 1888 naar 2 divisies in 1892/93 van 28 clubs. De volgende jaren kwamen er nog clubs bij tot 40 in 1905/06. Dit aantal bleef stabiel tot aan het uitbreken van de Eerste Wereldoorlog. In deze periode domineerden clubs uit het noorden en midden van Engeland de competitie en Aston Villa, Sunderland, Sheffield Wednesday en Newcastle United hadden elk al drie of meer titels op hun palmares staan. In 1920/21 werd de League uitgebreid met de Third Division. Het volgende seizoen werd de competitie opnieuw uitgebreid doordat de Third Division werd opgesplitst in een North (20 clubs) en South (22 clubs) reeks, waardoor er 86 clubs in de Football League speelden. Twee jaar later speelden in de divisie North ook 22 clubs waardoor er nu 88 clubs speelden.
In 1923 werd het nationale Wembley Stadium geopend, dat het nationale stadion voor het land zou worden. Voor het eerst werd de finale van de FA Cup hier gespeeld tussen Bolton Wanderers en West Ham United.
De periode tussen beide wereldoorlogen werd gedomineerd door Huddersfield Town, Everton en Arsenal. In 1931 was Arsenal de eerste clubs uit het zuiden en dus ook de eerste Londense club die de titel kon winnen. Herbert Chapman was in deze periode een succestrainer en hij won zowel met Huddersfield als Arsenal verschillende titels.
Tegen de jaren dertig speelde het nationale elftal ook vaker interlands tegen andere teams dan die van de Britse eilanden. Echter doordat het land zich in 1928 terugtrok uit de FIFA namen  de Engelsen niet aan de eerste drie wereldbekers deel.
De eerste wereldbeker in 1950 was meteen een teleurstelling toen het land na nederlagen tegen de Verenigde Staten en Spanje meteen uitgeschakeld werd. Na een vriendschappelijke wedstrijd tussen Wolverhampton Wanderers en het Hongaarse Honvéd Boedapest werd Wolverhampton officieus tot wereldkampioen uitgeroepen en na deze wedstrijd kwam het idee om de Europacup I op te richten in 1955, waar landskampioenen elkaar bekampten. De FA was hier echter geen fan van en zag dit als een afleiding van de nationale competitie. Kampioen Chelsea werd dus gevraagd om niet deel te nemen. Een jaar later negeerde Manchester United het advies en nam wel deel en verloor in de halve finale van latere winnaar Real Madrid. Een jaar later deed Manchester opnieuw mee. In de kwartfinale speelde het team tegen Rode Ster Belgrado, wat echter faliekant afliep voor de club. Bij de vliegramp van München  in 1958 kwamen meerdere spelers om het leven, waaronder ook de internationals Roger Byrne, Tommy Taylor en Duncan Edwards. De eerste teams die de Europese finales speelden waren Londen XI en Birmingham City in 1958 en 1960 in de Jaarbeursstedenbeker, telkens werd van FC Barcelona verloren.
In 1958/59 werd de competitie opnieuw geherstructureerd. De twee reeksen van de Third Division werden samengevoegd, de beste clubs bleven en de onderste tabelhelft ging in de nieuwe Football League Fourth Division spelen. In 1960/61 was Tottenham Hotspur de eerste club die in de twintigste eeuw de dubbel kon winnen. In 1963 was deze club ook de eerste Engelse club die een Europese beker won in de Europacup II, in de finale tegen Atlético Madrid. Het grootste succes van de jaren zestig was echter toen het nationale elftal onder leiding van Alf Ramsey in 1966 het WK op eigen bodem won in de finale tegen West-Duitsland. Ook in het clubvoetbal deed het land het uitstekend eind jaren zestig. Manchester United was in 1968 de eerste club die de Europacup I kon winnen. Leeds United, Newcastle United en Arsenal wonnen eind jaren zestig nog de Jaarbeursstedenbeker. Tussen 1977 en 1984 domineerden Liverpool FC (4x), Nottingham Forest (2x) en Aston Villa (1x) de Europacup I.
Door de opkomst van het hooliganisme in de jaren zeventig en tachtig liepen de bezoekersaantallen in de stadions terug. In augustus 1974 viel er een eerste dode door hooliganisme toen een fan van Blackpool FC doodgestoken werd in een wedstrijd tegen Bolton Wanderers. Ook Chelsea, Millwall, West Ham United en Leeds United kregen hun deel van hooligans over de vloer. Het hooliganisme kreeg een dieptepunt in 1985 tijdens de finale van de Europacup I tussen Liverpool en Juventus FC, toen zich het Heizeldrama voltrok en 39 mensen de dood vonden. De straf voor de Engelse clubs was bijzonder zwaar, Liverpool werd zes jaar lang uitgesloten van Europees voetbal, maar alle andere Engelse clubs werden ook uit het Europese voetbal geweerd, zij het voor vijf jaar. Vele Engelse sterspelers verkozen dan ook een carrière bij clubs in continentaal Europa. Enkele weken voor het Heizeldrama voltrok zich ook de Bradford City-stadionramp waarbij 56 mensen om het leven kwamen, dit echter niet door hooliganisme maar door brand in een verouderd stadion. De verouderde stadions in Engeland zorgden voor nog een zware ramp toen in 1989 bij de Hillsboroughramp 96 Liverpoolfans om het leven kwamen. Dit resulteerde in het verdwijnen van staanplaatsen.
De clubs uit de Football League konden nooit uit de League degraderen totdat deze regel aangepast werd in 1987. Vanaf dan zou de laatste uit de vierde divisie degraderen naar de Conference, een competitie die in 1979 ontstaan was en de hoogste klasse onder de League was. Vanaf 2003 degradeerden twee clubs. In de jaren tachtig werden ook play-offs ingevoerd om bijkomende promovendi te bepalen in de Football League.
In 1992 verlieten de grootste clubs de Football League om zo de nieuwe Premier League te vormen, dit om onder andere meer voordeel te halen uit televisierechten. De Second, Third en Fourth Division van de Football League werden nu respectievelijk de First, Second en Third Division. De First Division was dus nog steeds de hoogste klasse van de Football League, maar nog maar de tweede hoogste klasse in de voetbalpiramide. Vijf clubs wonnen de Premier League sinds de invoering. Ook Europees kwamen de successen terug met winst in de Champions League van Manchester United in 1999. In 2008 stonden zelfs twee Engelse teams (Manchester United en Chelsea) tegenover elkaar in de finale. In 2019 won Liverpool voor de zesde keer in de geschiedenis de cup met de grote oren. 